# Emelyn Whiton
Emelyn Whiton (Nueva York, 1 de marzo de 1916-Jamaica Bay, 1 de marzo de 1962) fue una deportista estadounidense que compitió en vela en la clase 6 Metre.
Participó en los Juegos Olímpicos de Helsinki 1952, obteniendo una medalla de oro en la clase 6 Metre. Falleció el 1 de marzo de 1962, el día de su cumpleaños, cuando el avión en el que viajaba, el Vuelo 1 de American Airlines, se estrelló en Jamaica Bay.

## Palmarés internacional
| Juegos Olímpicos | Juegos Olímpicos     | Juegos Olímpicos | Juegos Olímpicos |
| Año              | Lugar                | Medalla          | Clase            |
| ---------------- | -------------------- | ---------------- | ---------------- |
| 1952             | Helsinki (Finlandia) | Medalla de oro   | 6 Metre          |